# Невена Коканова
Невена Коканова (болг. Невена Коканова, *12 грудня 1938, Дупниця —†3 червня 2000, Софія) — болгарська акторка та режисер. Протягом тривалого часу вважалася першою леді болгарського кінематографу.

## Життєпис
Невена Коканова народилася 12 грудня 1938 року у Дупниці. Її мати походила з австрійського дворянського роду, а батько був політув'язненим у найбільшому комуністичному концтаборі Болгарії — Белене.
Не маючи акторської освіти, у віці 18 років Невена почала свою діяльність на сцені, граючи у Ямбольському театрі. 1957 року дебютувала у фільмі «Дні кохання». Зіграла понад 50 ролей. Найбільшу славу їй принесла роль у кінострічці «Викрадач персиків» (1964) режисера Вало Радева, в якому на тлі кохання дружини болгарського генерала Лізи та сербського військовополоненого показано епічну картину національної катастрофи Болгарії після Першої світової війни.

## Зв'язки з Україною
Знімалася в українському фільмі «Попередження» (1982, 2 с, Люба Івашевич-Димитрова. Спільне виробництво з Болгарією й Німеччиною).

## Особисте життя
Була одружена з відомим болгарським кінорежисером Любомиром Шарланджієвим, з яким прожила все життя. Проте після кінострічки «Викрадач персиків» (1964) була сім років закохана у свого кінопартнера — сербського кіноактора Раде Марковича. Цей роман болісно переживав чоловік Коканової, адже Маркович навіть розлучився з власною дружиною. Проте родина таки була збережена і Коканова сама припинила стосунки з Марковичем на початку 1970-х років. Той більше не одружився.
Невена Коканова померла від раку у віці 61 року. У Болгарії це пережили як загальнонаціональний траур.